# Brandon Baker
Brandon Baker, född 28 april 1985 i Anaheim i Kalifornien, är en amerikansk före detta skådespelare. Han är bland annat känd för rollen som Johnny Kapahala i Disney Channel-filmerna Johnny Tsunami och Johnny Kapahala: Back on Board. Han har också medverkat i de andra Disney Channel-produktionerna Even Stevens och Familjen Proud, i rollen som Zack Estrada, respektive Duke Anoi (röst).

## Filmografi (i urval)

### Filmer
- 1998 – Djungelboken: Mowglis äventyr
- 1999 – Johnny Tsunami
- 2007 – Johnny Kapahala: Back on Board

### TV-serier
- 1998 – City Guys (TV-serie)
- 2000–2003 – Even Stevens (TV-serie)
- 2001 – Boston Public (TV-serie)
- 2003–2005 – Familjen Proud (TV-serie)
- 2007 – The Unit (TV-serie)